# Malpensa Aeroporto (stacja kolejowa)
Malpensa Aeroporto (włoski: Stazione di Malpensa Aeroporto) – stacja kolejowa obsługująca Port lotniczy Mediolan-Malpensa, w prowincji Varese, w regionie Lombardia, we Włoszech. Znajduje się na linii Busto Arsizio – Malpensa Aeroporto. Znajduje się w Terminalu 1, głównym lotnisku w hali przylotów.
Od 2011 roku jest ostatnim przystankiem pociągu Malpensa Express, kursującego bezpośrednio do stacji Milano Cadorna lub Milano Centrale.

## Historia
Stacja została otwarta w maju 1999 roku wraz z koleją łączącą lotnisko z Busto Arsizio i Mediolanem.

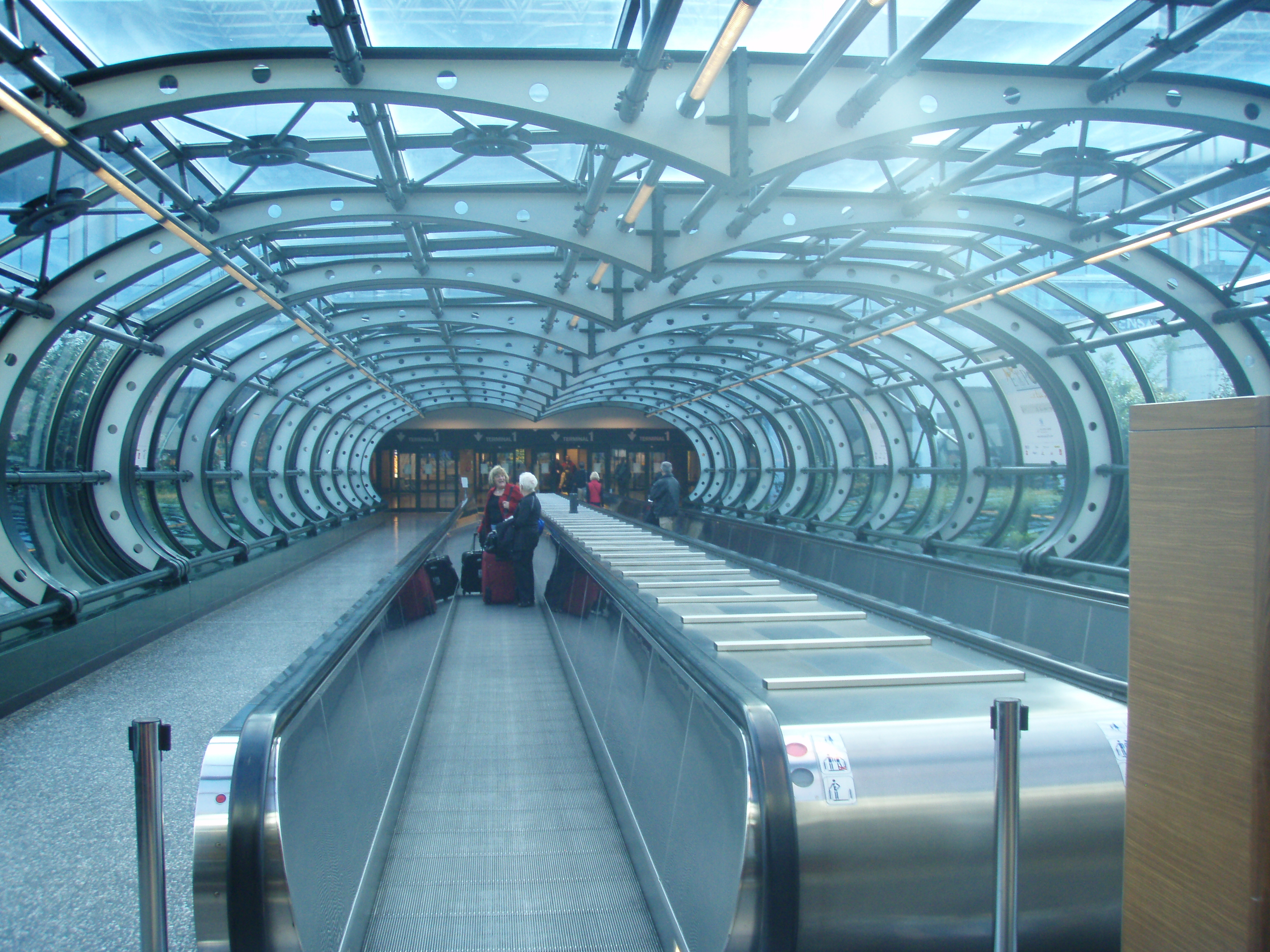
Chodnik łączący stację z terminalem 1

Według stanu na 13 września 2010 zostały wprowadzone dwie pary pociągów bezpośrednich Frecciarossa do Rzymu, ale połączenie to zostało zlikwidowane 19 czerwca 2012 z powodu słabej frekwencji.
Wraz z wejściem w życie nowego rozkładu jazdy zimą 2011 roku, niektóre pociągi linii S30 Rete celere del Canton Ticino z Bellinzony kursują na lotnisko Malpensa.

## Linie kolejowe
- Busto Arsizio – Malpensa Aeroporto